# مالابار، نیو ساوت ولز
مالابار (به انگلیسی: Malabar) یک حومه شهر در استرالیا است که در نیو ساوت ولز واقع شده‌است.